# Rosa 'Landora'
'Landora' (el nombre del obtentor registrado de 'Sunblest'® ), es un cultivar de rosa que fue conseguido en Alemania en 1970 por el rosalista alemán Mathias Tantau jun..

## Descripción
'Landora' es una rosa moderna de jardín cultivar del grupo Híbrido de té.
El cultivar procede del cruce de planta de semillero x 'King's Ransom'.
Las formas arbustivas del cultivar tienen porte erguido bien ramificado y alcanza de 90 a 130 cm de alto con 60 cm de ancho. Las hojas son de color verde oscuro y brillante.
Sus delicadas flores de color amarillo profundo. Fragancia media a ninguna. Rosa de 30 a 40 pétalos de diámetro grande de 5". La flor doble plena de 26 a 40 pétalos, generalmente flor solitaria, centrada en alto. 
Florece en oleadas a lo largo de la temporada. Primavera o verano son las épocas de máxima floración, si se le hacen podas más tarde tiene después floraciones dispersas.

## Origen
El cultivar fue desarrollado en Alemania por el prolífico rosalista alemán Mathias Tantau jun. en 1970. 'Landora' es una rosa híbrida triploide con ascendentes parentales de planta de semillero x 'King's Ransom'.
El obtentor fue registrado bajo el nombre cultivar de 'Sunblest'® por Mathias Tantau jun. en 1970 y se le dio el nombre comercial de exhibición 'Sunblest'™.
También se la conoce por los sinónimos de 'Sunblest'® y 'Rodina'.
La rosa fue conseguida por Mathias Tantau jun. en Alemania antes de 1970 e introducida en Alemania en 1970 como 'Landora'.

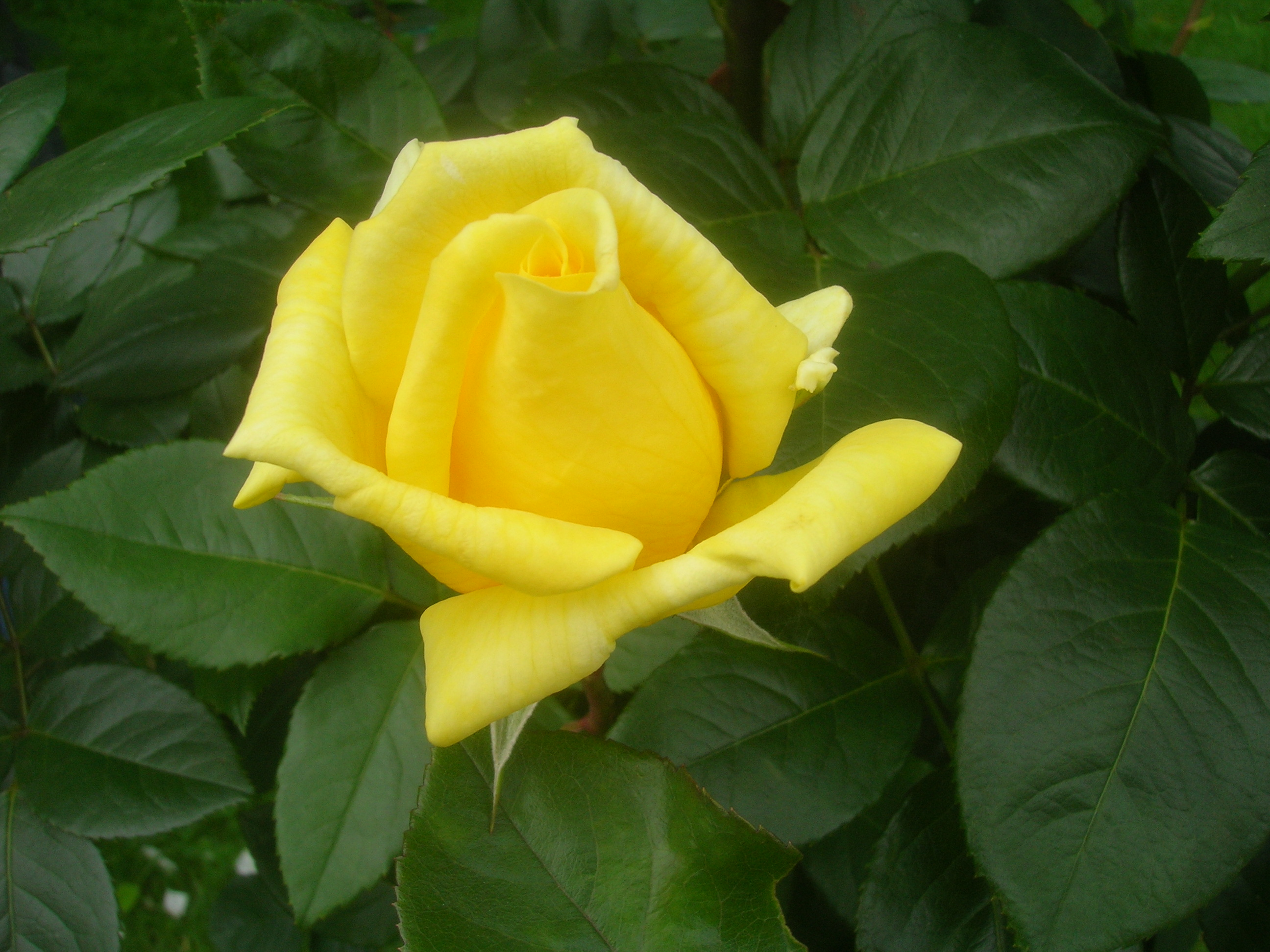
Capullo de 'Landora' ('Sunblest')
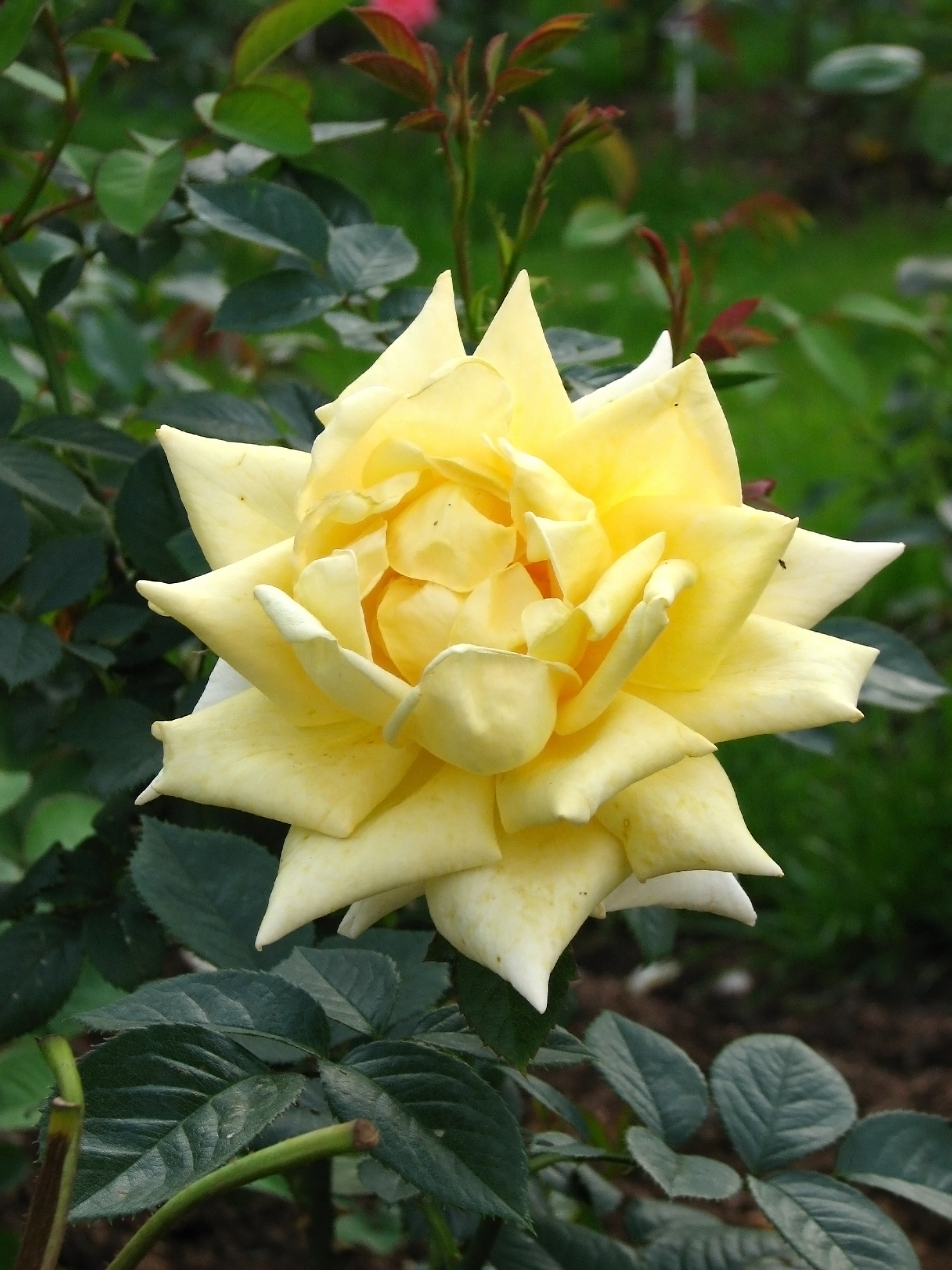
'Landora' ('Sunblest')
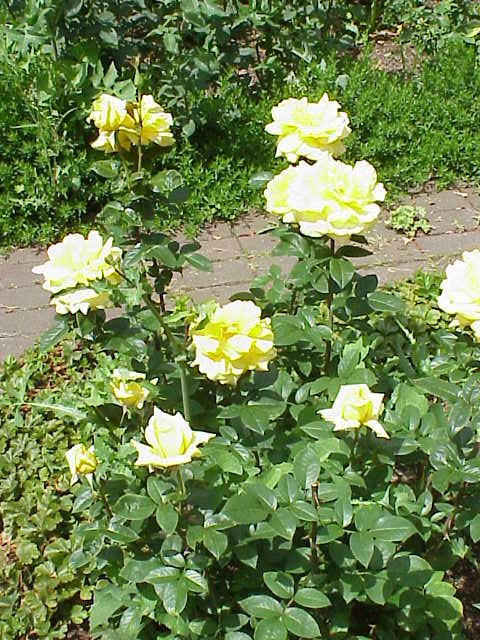
'Landora' ('Sunblest')
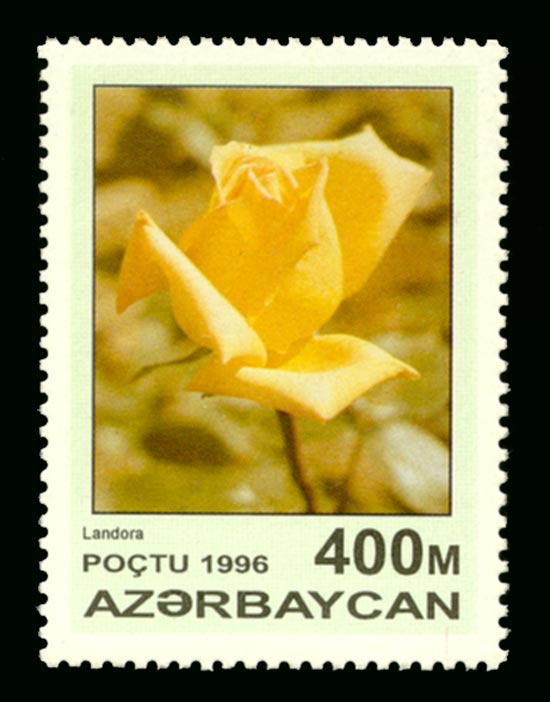
Sello de Azerbaiyán con 'Landora' ('Sunblest')

## Premios y galardones
- Japan Gold Medal 1971.
- New Zealand Gold Star of the South Pacific 1973.

## Cultivo
Aunque las plantas están generalmente libres de enfermedades, es posible que sufran de punto negro en climas más húmedos o en situaciones donde la circulación de aire es limitada.
Las plantas toleran la sombra, a pesar de que se desarrollan mejor a pleno sol. En América del Norte son capaces de ser cultivadas en USDA Hardiness Zones 6b a 10b. La resistencia y la popularidad de la variedad han visto generalizado su uso en cultivos en todo el mundo.
Puede ser utilizado para las flores cortadas, para bordes y lechos florales de jardín. Vigorosa. En la poda de Primavera es conveniente retirar las cañas viejas y madera muerta o enferma y recortar cañas que se cruzan. En climas más cálidos, recortar las cañas que quedan en alrededor de un tercio. En las zonas más frías, probablemente hay que podar un poco más que eso. Requiere protección contra la congelación de las heladas invernales.